# Moritz Lampert
Moritz Lampert (1992) is een Duitse golfer. Hij speelt op de Golf Club St. Leon-Rot en zit sinds 2008 in het nationale team. Hij heeft handicap +4.3.
In 2010 won hij het NK Junioren en het Frans Amateur Junioren door Thomas Detry in de finale te verslaan en kreeg hij van Allianz (sponsor van het nationale team) een uitnodiging om mee te spelen in het Alfred Dunhill Links Championship.  Twee jaar later won hij het Portugees amateur (strokeplay) op de  Montado Golfe Resort en werd zijn landgenoot Marcel Schneider gedeeld tweede.
In 2012 eindigde hij bij de Lytham Trophy op de 2de plaats achter Daan Huizing. Aan het einde van zijn amateurscarrière had hij handicap +6. In 2012 ging hij als amateur naar de Tourschool.

## Gewonnen
- 2008: Italiaans Amateur
- 2010:  Allianz German Boys Championship, French International Boys Championship
- 2012: Portugees Amateur (279) op de Golf do Montado, Bayreuth Open, Duits Amateur op Green Eagle (282)

## Teams
- Junior Ryder Cup: 2010
- Jacques Leglise Trophy: 2010

## Professional
Lampert werd in 2012 professional nadat hij als 6de in de Finals van de Tourschool was geëindigd. Eind 2013 moest hij weer naar de Tourschool. Hij kreeg geen kaart, maar kon in 2014 toch een aantal toernooien op de Challenge Tour spelen. Hij won het Kärnten Golf Open in mei en het Spaans Challenge Open in juni.

### Gewonnen
- 2014: Kärnten Golf Open , Spaans Challenge Open